# Polygala robusta
Polygala robusta är en jungfrulinsväxtart som beskrevs av Gürke. Polygala robusta ingår i släktet jungfrulinssläktet, och familjen jungfrulinsväxter. Inga underarter finns listade i Catalogue of Life.